# ويليام ستريكلاند (موزع)
ويليام ستريكلاند (بالإنجليزية: William Strickland)‏ هو موزع أمريكي، ولد في 25 يناير 1914، وتوفي في 17 نوفمبر 1991 بسبب سرطان الرئة.

## وصلات خارجية
- ويليام ستريكلاند على موقع ميوزك برينز (الإنجليزية)
- ويليام ستريكلاند على موقع أول ميوزيك (الإنجليزية)
- ويليام ستريكلاند على موقع ديسكوغز (الإنجليزية)